# Campionati mondiali di biathlon 2013 - Staffetta 2x6 km + 2x7,5 km mista
La staffetta 2x6 km + 2x7,5 km dei Campionati mondiali di biathlon 2013 si è svolta il 7 febbraio 2013; la gara è partita alle 17:30 (UTC+1). La Norvegia ha conservato il titolo vinto l'anno precedente a Ruhpolding.

## Risultati
| Pos.    | #  | Nazione                                                                         | Tempo                                     | Errori (P+S)                             | Distacco |
| ------- | -- | ------------------------------------------------------------------------------- | ----------------------------------------- | ---------------------------------------- | -------- |
| Oro     | 2  | Norvegia Tora Berger Synnøve Solemdal Tarjei Bø Emil Hegle Svendsen             | 1h12'04"9 15'45"6 17'16"2 19'29"4 19'33"7 | 0+1 0+3 0+0 0+0 0+0 0+2 0+1 0+0 0+0 0+1  |          |
| Argento | 5  | Francia Marie-Laure Brunet Marie Dorin Alexis Bœuf Martin Fourcade              | 1h12'24"9 16'29"3 16'45"8 19'47"1 19'22"7 | 0+1 0+7 0+0 0+2 0+1 0+2 0+0 0+2 0+0 0+1  | +20"0    |
| Bronzo  | 3  | Rep. Ceca Veronika Vítková Gabriela Soukalová Jaroslav Soukup Ondřej Moravec    | 1h12'37"2 16'30"0 16'56"4 19'46"1 19'24"7 | 0+3 0+2 0+2 0+1 0+1 0+0 0+0 0+1 0+0 0+0  | +32"3    |
| 4       | 7  | Italia Dorothea Wierer Karin Oberhofer Dominik Windisch Lukas Hofer             | 1h13'03"3 16'24"0 17'10"3 19'44"8 19'44"2 | 0+1 0+3 0+0 0+0 0+1 0+1 0+0 0+0 0+0 0+2  | +58"4    |
| 5       | 6  | Slovenia Andreja Mali Teja Gregorin Klemen Bauer Jakov Fak                      | 1h13'12"0 16'56"5 16'55"3 19'42"1 19'38"1 | 0+2 0+4 0+0 0+1 0+0 0+0 0+2 0+2 0+0 0+1  | +1'07"1  |
| 6       | 1  | Russia Ol'ga Zajceva Ol'ga Viluchina Anton Šipulin Dmitrij Malyško              | 1h13'31"4 15'57"7 17'00"4 19'45"4 20'47"9 | 1+7 0+2 0+0 0+1 0+1 0+0 0+3 0+0 1+3 0+1  | +1'26"5  |
| 7       | 11 | Slovacchia Jana Gereková Anastasija Kuz'mina Pavol Hurajt Matej Kazár           | 1h13'37"6 16'21"0 16'50"4 20'28"9 19'57"3 | 0+5 0+3 0+0 0+1 0+1 0+2 0+1 0+0 0+3 0+0  | +1'32"7  |
| 8       | 17 | Stati Uniti Annelies Cook Susan Dunklee Lowell Bailey Leif Nordgren             | 1h13'37"7 16'58"0 16'38"9 20'01"1 19'59"7 | 0+3 0+4 0+0 0+3 0+0 0+1 0+2 0+0 0+1 0+0  | +1'32"8  |
| 9       | 10 | Ucraina Julija Džyma Natalija Burdyha Andrij Deryzemlja Serhij Sednjev          | 1h13'55"8 16'37"0 17'13"9 20'13"1 19'51"8 | 1+4 0+4 0+0 0+2 0+0 0+1 1+3 0+1 0+1 0+0  | +1'50"9  |
| 10      | 14 | Polonia Krystyna Pałka Magdalena Gwizdoń Łukasz Szczurek Krzysztof Pływaczyk    | 1h13'58"7 16'05"5 16'58"7 20'29"9 20'24"6 | 0+3 0+4 0+1 0+0 0+2 0+1 0+0 0+1 0+0 0+2  | +1'53"8  |
| 11      | 12 | Bielorussia Nadzeja Skardzina Dar″ja Domračava Jaŭhen Abramenka Sjarhej Novikaŭ | 1h14'17"6 16'43"2 16'56"0 20'23"2 20'15"2 | 0+2 0+3 0+1 0+0 0+0 0+3 0+0 0+0 0+1 0+0  | +2'12"7  |
| 12      | 9  | Svizzera Elisa Gasparin Selina Gasparin Claudio Böckli Benjamin Weger           | 1h14'45"5 16'58"9 16'52"2 20'28"1 20'26"3 | 0+7 0+2 0+1 0+2 0+2 0+0                  | +2'40"6  |
| 13      | 4  | Germania Andrea Henkel Miriam Gössner Simon Schempp Andreas Birnbacher          | 1h14'45"6 16'58"9 18'06"8 20'01"0 20'10"1 | 0+3 1+7 0+1 0+1 0+1 1+3 0+1 0+0 0+0 0+3  | +2'40"7  |
| 14      | 8  | Svezia Elisabeth Högberg Jenny Jonsson Björn Ferry Fredrik Lindström            | 1h14'51"8 16'59"8 18'14"2 19'48"6 19'49"2 | 0+3 0+3 0+1 0+1 0+0 0+0 0+1 0+0 0+1 0+2  | +2'46"9  |
| 15      | 16 | Canada Rosanna Crawford Megan Heinicke Jean-Philippe Le Guellec Scott Perras    | 1h15'09"6 16'49"5 18'04"8 20'01"4 20'13"9 | 0+3 0+6 0+2 0+1 0+0 0+2 0+1 0+1          | +3'04"7  |
| 16      | 24 | Bulgaria Emilija Jordanova Nija Dimitrova Krasimir Anev Michail Klečerov        | 1h16'33"4 17'39"5 17'59"0 19'52"2 21'02"7 | 0+1 0+6 0+1 0+1 0+0 0+2 0+0 0+1          | +4'28"5  |
| 17      | 15 | Austria Iris Schwabl Romana Schrempf Julian Eberhard Dominik Landertinger       | 1h16'51"5 16'54"8 19'02"1 20'58"2 19'56"4 | 0+5 5+7 0+1 0+0 0+0 3+3 0+2 2+3 0+2 0+1  | +4'46"6  |
| 18      | 20 | Kazakistan Elena Xrwstaleva Darïya Wsanova Yan Savïckïy Sergey Nawmïk           | 1h17'26"2 17'00"2 19'44"5 19'58"2 20'43"3 | 3+5 1+4 0+0 0+1 3+3 1+3 0+1 0+0          | +5'21"3  |
| 19      | 13 | Finlandia Mari Laukkanen Kaisa Mäkäräinen Jarkko Kauppinen Ahti Toivanen        | 1h17'58"1 17'42"5 17'52"0 21'12"5 21'11"1 | 0+3 3+10 0+0 2+3 0+1 1+3 0+2 0+2 0+0 0+2 | +5'53"2  |
| 20      | 21 | Estonia Darja Jurlova Kadri Lehtla Roland Lessing Kauri Kõiv                    | a 1 giro 17'31"5 19'07"5 20'36"6          | 0+7 1+6 0+1 0+0 0+1 1+3 0+2 0+1 0+3 0+2  |          |
| 21      | 19 | Romania Réka Ferencz Luminița Pișcoran Stefan Gavrila Cornel Puchianu           | a 1 giro 17'21"1 18'03"0 21'26"7          | 1+6 0+9 0+1 0+0 0+0 0+3 1+3 0+3 0+2 0+3  |          |
| 22      | 18 | Giappone Fuyuko Tachizaki Arisa Goshono Hidenori Isa Junji Nagai                | a 1 giro 17'54"1 18'58"1 20'34"2          | 1+6 0+6 1+3 0+2 0+3 0+0 0+0 0+2          |          |
| 23      | 22 | Cina Wei Ma Yue Wang Chen Haibin Ren Long                                       | a 1 giro 17'51"9 18'33"9 20'34"2          | 1+5 1+7 1+3 0+2 0+0 0+2 0+0 0+0 0+2 1+3  |          |
| 24      | 25 | Lettonia Žanna Juškāne Baiba Bendika Edgars Piksons Rolands Pužulis             | a 1 giro 18'05"8 19'34"5 20'58"0          | 0+5 0+3 0+3 0+2 0+0 0+0 0+1 0+1 0+1 0+0  |          |
| 25      | 23 | Lituania Natalija Kočergina Diana Rasimovičiūtė Karol Dombrovski Tomas Kaukėnas | a 1 giro 18'44"9 19'22"9 22'12"2          | 0+5 2+10 0+0 1+3 0+1 1+3 0+1 0+3 0+3 0+1 |          |
| 26      | 26 | Gran Bretagna Amanda Lightfoot Adele Walker Lee-Steve Jackson Kevin Kane        | a 1 giro 17'39"3 21'02"1 21'09"6          | 0+7 3+9 0+2 0+2 0+3 3+3 0+0 0+2 0+2 0+2  |          |
| 27      | 27 | Corea del Sud Jo In-Hee Kim Seon-Su Lee In-Bok Jun Je-Uk                        | a 1 giro 18'40"8 20'08"3 22'15"6          | 0+7 0+6 0+0 0+2 0+3 0+1 0+1 0+0 0+3 0+3  |          |